# New Reserve Bank Tower
El New Reserve Bank Tower es un edificio de 28 pisos en Harare, la capital y ciudad más poblada de Zimbabue. Con 120 m, es el edificio más alto de ese país desde su finalización en 1997. Sirve como la sede del Banco de la Reserva de Zimbabue.